# 734 هـ
734 هـ هي سنة في التقويم الهجري امتدت مقابلةً في التقويم الميلادي بين سنتي 1333 و1334.

## وفيات
- تاج الدين الفاكهاني
- مسعود بن محمد السجزي
- ابن سيد الناس